# Gabriel de Castilla (forskningsstation)
Gabriel de Castilla är en av Spaniens två forskningsstationer i Antarktis. Den ligger på Deception Island i ögruppen Sydshetlandsöarna, och är bemannad under sommaren. Stationen upprättades säsongen 1989-1990. Den drivs av det spanska försvaret, men den vetenskapliga verksamheten sköts av den spanska polarkommittén. Stationen kan hysa upp till 14 personer, där typiskt 6-7 är forskare och 7-9 ger teknisk stöd. Bland forskningen märks meteorologi, miljöövervakning, kartografi, jordmagnetism, biologi, geologi, geofysik och seismologi. Stationen övervakar den vulkaniska aktiviteten på ön, som upplevde flera utbrott 1967-1970. 
Stationen är uppkallad efter den spanske upptäckaren och navigatören Gabriel de Castilla, som 1603 ledde en expedition genom Drakes sund, och som rapporterade att han varit så långt söderut som till 64° S.
På ön ligger också den argentinska basen Decepción.